# Kürassier-Regiment „von Seydlitz“ (Magdeburgisches) Nr. 7

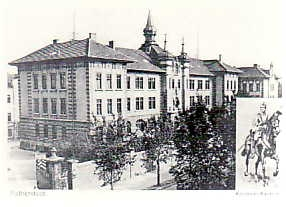
Kürassier-Kaserne in Halberstadt

Das Kürassier-Regiment „von Seydlitz“ (Magdeburgisches) Nr. 7 war ein Kavallerieverband der Preußischen Armee. Benannt war es nach Friedrich Wilhelm von Seydlitz, General der Kavallerie unter König Friedrich II. von Preußen.

## Verbandszugehörigkeit 1914
- IV. Armee-Korps in Magdeburg – Kommandierender General: General der Infanterie Friedrich Sixt von Armin

8. Division in Halle (Saale) – Kommandeur: Generalleutnant Georg Karl August Hildebrandt 
8. Kavallerie-Brigade in Halle (Saale) - Kommandeur: Generalmajor Georg Thumb von Neuburg
- Garnison:

Halberstadt (1., 2., 4., und 5. Eskadron)
Quedlinburg (3. Eskadron)

## Geschichte

### Aufstellung
Mit Allerhöchster-Kabinetts-Order (A.K.O.) vom 7. März 1815 (Stiftungstag) wurde die Errichtung eines Kürassierregiments befohlen. Dazu mussten das Ostpreußische Kürassier-Regiment die 1. Eskadron, das Schlesische Kürassier-Regiment die 2. Eskadron und das Brandenburgische Kürassier-Regiment die 3. Eskadron abgeben. In der Folgezeit wurde es durch Personalvermehrung auf seinen etatmäßigen Sollbestand aufgestockt.
Der neue Verband erhielt die Bezeichnung 4. Kürassier-Regiment und wurde zunächst in Landsberg an der Warthe und Driesen stationiert. Ab dem 17. September 1817 wurde dem Regiment Halberstadt und der 1. und 4. Eskadron Quedlinburg als Garnison zugewiesen. Erster Kommandeur war Major von Koschembahr.
Durch mehrfache Umbenennung erhielt das Regiment im Laufe der Zeit die folgenden Namen:
- am 27. Mai 1819 7. Kürassier-Regiment (1. Magdeburgisches)
- am 10. März 1823 7. Kürassier-Regiment
- am 4. Juli 1860 Magdeburgisches Kürassier-Regiment Nr. 7
- am 27. Januar 1889 Kürassier-Regiment „von Seydlitz“ (Magdeburgisches) Nr. 7

### Befreiungskriege
Im Krieg gegen das Napoleonische Frankreich 1815 nahm das Regiment zwar teil, war aber in keine größeren Aktivitäten verwickelt.

### Deutsche Revolution
Anlässlich der Niederschlagung der Bürgerunruhen kam das Regiment in Aschersleben zum Einsatz.

### Deutscher Krieg
Während des Krieges gegen Österreich rückte das Regiment 1866 in Böhmen ein und beteiligte sich an der Schlacht bei Königgrätz.

### Deutsch-Französischer Krieg
Am 16. August 1870 ritt das Regiment während des Deutsch-Französischen Krieges zusammen mit dem Ulanen-Regiment Nr. 16 und dem Oldenburgischen Dragoner-Regiment Nr. 19 die Attacke in der Schlacht von Mars-la-Tour (Zeitgenössisch als Todesritt der Brigade Bredow oder Todesritt von Mars-la-Tour bezeichnet) und hatte hohe Verluste von 72 Gefallenen und 98 Verwundeten zu verzeichnen.
Der Standartenträger bei dieser Attacke war der Wachtmeister Wilhelm Rahmsdorf, er wurde 1895 auf dem Quedlinburger Siegesdenkmal als lebensgroße Reiterskulptur porträtiert. Es war das erste Mal, dass ein einfacher Soldat als Reiterskulptur dargestellt worden ist.

### Erster Weltkrieg
Zu Beginn des Ersten Weltkriegs nahm das Regiment nach dem Ausmarsch an Grenzgefechten im neutralen Belgien teil. Anschließend kämpfte es in der Marneschlacht und trat den Rückzug hinter die Aisne an. Ab Herbst 1914 verlegte es an die Ostfront mit Kämpfen in Russisch-Polen, Kurland, Litauen und Rumänien bis Anfang 1917. Anfang 1917 Verlegung in den Westen und Abgabe der Pferde, das Regiment verlor seinen Kavallerie-Status und wurde zum Kavallerie-Schützen-Regiment umgewandelt. Stellungskämpfe in Belgien und Lothringen bis April 1918. Danach Stellungskämpfe in Flandern und in der Siegfriedstellung.

### Verbleib
Nach Kriegsende traf das Regiment am 19. Dezember 1918 in Halberstadt ein, wo es demobilisiert und aufgelöst wurde. Aus den Resten der Einheit wurde ein Freiwilligenformation aufgestellt, das an den Kämpfen gegen die polnischen Insurgenten im Baltikum teilnahm.
Diese Truppe wurde später in das Reichswehr-Reiter-Regiment 10 der Vorläufigen Reichswehr eingegliedert und im März 1920 nach Torgau verlegt.
Die Tradition übernahm in der Reichswehr die 1. Eskadron des 10. (Preußisches) Reiter-Regiments in Torgau.

## Regimentschef

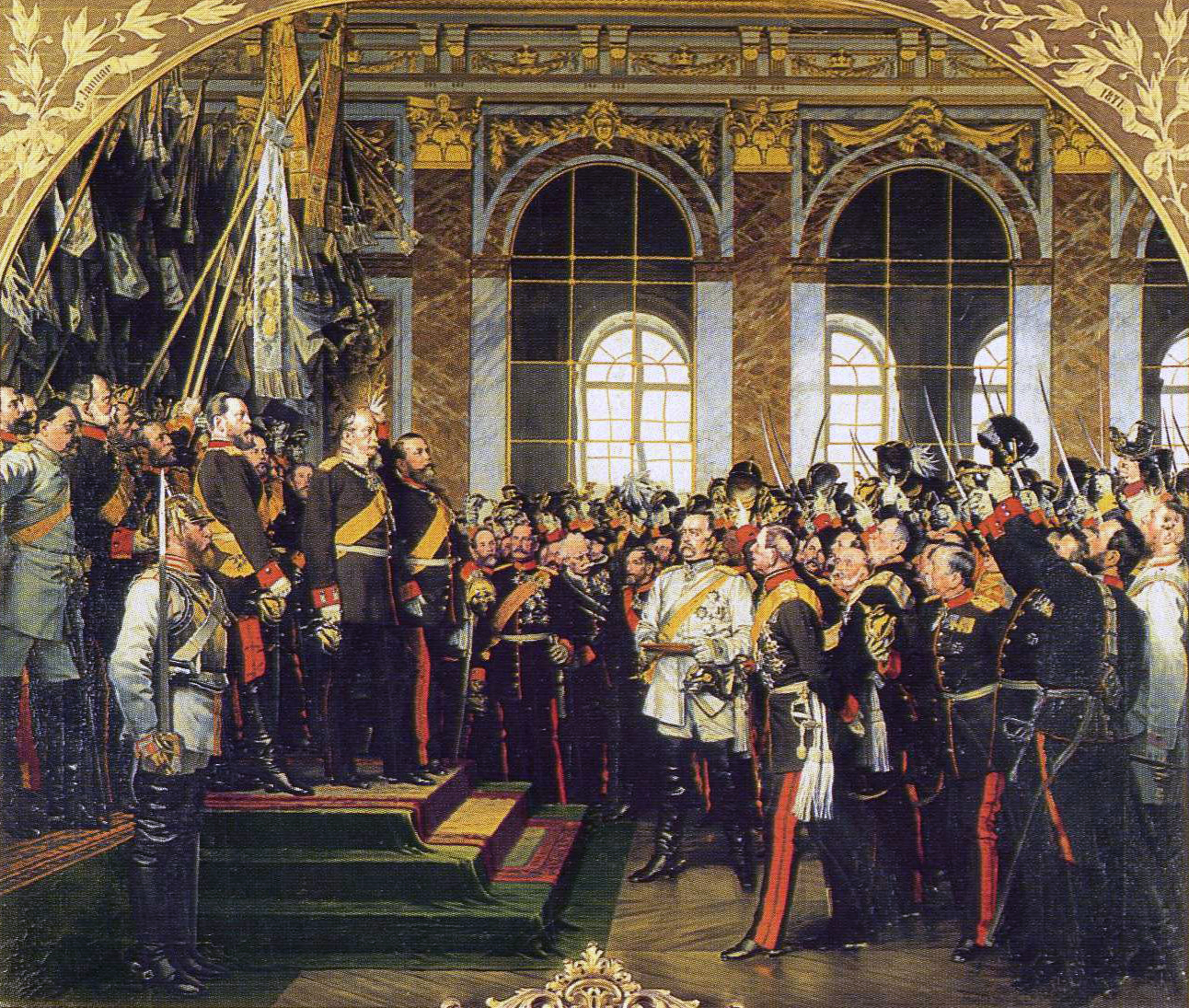
Gemälde von Anton von Werner: Proklamation Das Gemälde Anton von Werners von 1885, Die Proklamation des Deutschen Kaiserreiches, zeigt Bismarck in der weißen Paradeuniform seines Regiments

Erster Regimentschef war ab dem 13. Januar 1823 der russische Großfürst Michael Pawlowitsch. Nach dessen Tod ernannte König Friedrich Wilhelm IV. Herzog Ernst II. zum neuen Regimentschef. Diese hohe Stellung ging am 26. April 1894 an Fürst Otto von Bismarck über, der seit dem 18. Oktober 1868 à la suite dem Regiment stand.

## Kommandeure
| Dienstgrad                  | Name                                 | Datum                                                           |
| --------------------------- | ------------------------------------ | --------------------------------------------------------------- |
| Major/Oberstleutnant/Oberst | Leopold Ernst Gustav von Koschembahr | 29. März 1815 bis 26. März 1831                                 |
| Major                       | Hans von Sydow                       | 30. März 1831 bis 9. Februar 1832 (mit der Führung beauftragt)  |
| Major                       | Hans von Sydow                       | 10. Februar bis 29. März 1832                                   |
| Major                       | Karl Stein von Kaminski              | 30. März bis 6. Juni 1832 (mit der Führung beauftragt)          |
| Major/Oberstleutnant/Oberst | Ludwig von Rollaz du Rosey           | 07. Juni 1832 bis 12. August 1834                               |
| Major/Oberstleutnant        | August von Beyer                     | 15. August 1834 bis 5. Januar 1836 (mit der Führung beauftragt) |
| Oberstleutnant/Oberst       | August von Beyer                     | 06. Januar 1836 bis 6. April 1842                               |
| Oberstleutnant/Oberst       | Karl von Willisen                    | 07. April 1842 bis 10. Juni 1846                                |
| Major/Oberstleutnant        | Gebhard Truchseß zu Waldburg         | 11. Juni 1846 bis 13. Oktober 1848                              |
| Major/Oberstleutnant/Oberst | Ferdinand von Schlippenbach          | 14. Oktober 1848 bis 10. März 1852                              |
| Major/Oberstleutnant/Oberst | Wilhelm Messerschmidt von Arnim      | 11. März 1852 bis 19. Juli 1854                                 |
| Oberstleutnant/Oberst       | Gustav von Heydebrand und der Lasa   | 25. Juli 1854 bis 24. Juli 1859                                 |
| Oberstleutnant/Oberst       | Gustav von Langenn                   | 25. Juli 1859 bis 6. April 1863                                 |
| Major/Oberstleutnant/Oberst | Hiob von Hontheim                    | 07. April 1863 bis 17. Juni 1869                                |
| Oberst                      | Emil von Albedyll                    | 24. Juni bis 20. Oktober 1869 (zur Führung kommandiert)         |
| Major/Oberstleutnant/Oberst | Karl von Larisch                     | 21. Oktober 1869 bis 14. Juni 1875                              |
| Oberstleutnant              | Karl von Burgsdorff                  | 15. Juni 1875 bis 7. Mai 1880                                   |
| Oberstleutnant/Oberst       | Wilhelm Schmidt von Osten            | 13. Mai 1880 bis 14. Juli 1886                                  |
| Oberstleutnant/Oberst       | Albert Reichlin von Meldegg          | 15. Juli 1886 bis 15. Januar 1890                               |
| Oberstleutnant              | Curt von Rundstedt                   | 16. Januar 1890 bis 16. Juni 1893                               |
| Oberstleutnant/Oberst       | Carl von Klinkowström                | 17. Juni 1893 bis 16. Juni 1897                                 |
| Oberstleutnant/Oberst       | Hans zu Schoenaich-Carolath          | 17. Juni 1897 bis 15. Juni 1901                                 |
| Oberstleutnant              | Heinrich von Schuckmann              | 16. Juni 1901 bis 13. November 1903                             |
| Oberstleutnant/Oberst       | Leo von Kramsta                      | 14. November 1903 bis 19. März 1906                             |
| Oberstleutnant/Oberst       | Fritz von Werdeck                    | 20. März 1906 bis 16. Mai 1910                                  |
| Oberst                      | Paul Seiffert                        | 17. Mai 1910 bis 30. September 1912                             |
| Oberstleutnant/Oberst       | Alexander Heydemann                  | 01. Oktober 1912 bis 17. September 1914                         |
| Major                       | William von Günther                  | 18. September 1914 bis 20. Februar 1918                         |
| Oberstleutnant              | Axel von Wachtmeister                | 21. Februar 1918 bis 25. Mai 1919                               |

## Uniform
Bis 1912 wurde auch im Felde ein weißer Koller und weiße Stiefelhosen getragen. Offiziere waren mit Epauletten, Unteroffiziere und Mannschaften mit Schulterklappen ausgestattet. Dazu kamen schwarze Kürassierstiefel (sogenannte Kanonenstiefel) und der Kürassierhelm aus poliertem Metall mit Verzierungen aus Messing sowie ein weißes Bandelier mit schwarzer Kartusche. Die Abzeichenfarbe war zitronengelb. Bei Paraden wurde zusätzlich ein weißmetallener, zweiteiliger Küraß angelegt. Zum normalen Dienst trugen die Kürassiere einen dunkelblauer Waffenrock. Als Gesellschaftsuniform war dieser bei Offizieren mit Epauletten und Fransen ausgestattet. Dazu gehörte eine weiße Schirmmütze mit zitronengelbem Besatzstreifen.
Tressen, Knöpfe und Kollerborte waren silberfarbig.
Bereits mit A.K.O. vom 14. Februar 1907 befohlen und ab 1909/10 schrittweise eingeführt, wurde anlässlich des Kaisermanövers 1913 die bunte Uniform erstmals durch die feldgraue Felddienstuniform (M 1910) ersetzt. Diese glich vollkommen der Friedensuniform. Das Lederzeug und die Stiefel waren naturbraun, der Helm wurde durch einen schilffarbig genannten Stoffüberzug bedeckt. Das Bandelier und die Kartusche wurden zu dieser Uniform nicht mehr angelegt.